# Quickeos luteus
Quickeos luteus är en stekelart som först beskrevs av Gyöö Viktor Szépligeti 1901.  Quickeos luteus ingår i släktet Quickeos och familjen bracksteklar. Inga underarter finns listade i Catalogue of Life.